# Українська мова правничого професійного спрямування
Добротна літературна мова – візитна картка інтелігентної людини, але часто це ще й ознака високої внутрішньої культури. Вона спонукає не тільки шляхетно говорити, а й порядно діяти. Ділове мовлення, якщо воно не насичене багатослів’ям, невиправданими ускладненнями лексики розпливчатими й багатозначними штампами канцеляризму, за яким не видно живої думки, чи не зведено убогістю словникового запасу до сірого, блідого простонародного «красномовства», є різновидом літературної мови і надбанням культури. 
Українська мова професійного спрямування – це нормативна навчальна дисципліна, яка вивчає норми сучасної української літературної мови з метою подальшого їх застосування у професійній діяльності юриста.
Українська мова професійного спрямування є обов’язковою для вивчення студентами вищих навчальних закладів. Вона  входить  до  нормативної  частини  навчального  плану,  а  це означає, що її обсяг та зміст повинні визначатися відповідними державними стандартами освіти.

## Характеристика навчальної дисципліни "Українська мова професійного спрямування"
Об’єктом вивчення дисципліни є мовні норми – правила, своєрідні мовні закони. Їх реалізація сприяє побудові правильного усного та писемного мовлення. Вони є обов’язковими для всіх носіїв літературної мови. Дотримання мовних норм свідчить про досконале володіння літературною мовою. Предметом вивчення дисципліни є функціонування мовних норм в юридичних текстах. Мовні норми сучасної літературної української мови неоднаково представлені у різних професійних сферах: для одних певні норми є бажаними, для інших недоречними. Під час вивчення дисципліни «Українська мова професійного спрямування» наголошується переважно на тих особливостях мовних норм, які є найхарактернішими для юридичних текстів.  
Метою вивчення курсу «Українська мова професійного спрямування» є поглиблення та розширення мовних знань, умінь та навичок, які є необхідними для подальшого застосування в юридичній діяльності.
Навчальна дисципліна «Українська мова професійного спрямування» є важливою для вивчення студентами, адже має своєрідне теоретичне і практичне значення. 
Теоретичне значення курсу «Українська мова професійного спрямування» полягає в збагаченні знань майбутніх правників про: функціонування сучасної української літературної мови загалом, особливості використання мовних норм в юридичних текстах, рекомендації щодо побудови точного, логічного, змістовного, доречного, виразного, багатого, чистого професійного мовлення як в усній, так і в писемній формах.
Результатом опрацювання цієї дисципліни є отримання знань про: 
1. загальне в мові (предмет, об’єкт, мета та значення курсу; його зв’язок з іншими дисциплінами; сутність мови як суспільного явища, її функції; особливості мовної ситуації та мовної політики в Україні; характерні ознаки української літературної мови; різновиди мовних норм літературної мови, доречність їх використання в усному та писемному мовленні; стильове багатство сучасної української літературної мови; критерії культури мовлення, дотримання яких сприяє побудові зрозумілого та красивого мовлення; мовний етикет спілкування; засоби досягнення милозвучності мовлення; особливості графічної системи української мови, її словникового складу; види лексикографічної літератури; сучасну науково-навчальну літературу лінгвістичного спрямування тощо);
2. специфічне в мові права (загальні відомості про сутність та функції мови права, її стильові та жанрові різновиди; чинне законодавство щодо функціонування та розвиток мов в Україні (державної мови, мов національних меншин, мов міжнародного спілкування, мови судочинства тощо); основні поняття юридичного термінознавства, вимоги до називання та дефініцій юридичного терміна; види юридичних термінів, системно-смислові зв’язки між ними в юридичній терміносистемі; місце юридичних термінів у лексичній системі української мови; поняття юридичної термінографії, різновиди словників юридичного спрямування; загальне уявлення про графічне оформлення текстів нормативно-правових актів; особливості функціонування мовних норм в юридичних текстах, види юридичних текстів; сучасну науково-навчальну літературу юридико-лінгвістичного спрямування тощо).

Практичне значення дисципліни полягає у тому, що її вивчення підвищує рівень володіння сучасною українською літературною мовою, формує необхідні для діяльності юриста мовленнєві вміння та навички, покращує загальну професійну ерудицію та мовну культуру правника.
У процесі вивчення цієї дисципліни вдосконалюються вміння та навички щодо: вироблення культури фахового мовлення; використання правил мовного етикету під час ділового спілкування; дотримання вимовних та наголошувальних норм в усному мовленні; застосування орфографічних, пунктуаційних норм у писемному мовленні; алгоритму пошуку норм права в законодавчому акті за заданою формулою; свідомого використання фахової лексики в усному та писемному мовленні; розуміння сутності термінолексики права; розрізнення паронімів, синонімів, омонімів, багатозначних термінів юридичних текстів; вибору доречного терміна з ряду синонімічних; використання фразеологізмів в юридичних текстах; роботи з різними довідковими джерелами, словниками, у тому числі юридичного спрямування; застосування словотвірних, морфологічних, синтаксичних норм як в усному, так і писемному фаховому мовленні; складання деяких видів юридичних текстів, правильного їх оформлення; здійснення доцільного відбору і доречного використання мовних засобів відповідно до поставленого завдання; здійснення контролю за власним мовленням та ін.
Структурою залікового кредиту передбачено проведення різних форм занять під час вивчення дисципліни «Українська мова професійного спрямування»: лекцій, практичних та індивідуальних занять, самостійної роботи тощо. 
Для засвоєння нового теоретичного матеріалу з дисицпліни «Українська мова професійного спрямування» проводитимуться лекції. Оскільки цей курс не зовсім новий для першокурсників, адже основний теоретичний матеріал переважно повинен бути вже засвоєний ними під час здобуття середньої освіти, то більшість теоретичного матеріалу відведена на повторення студентами під час їх самостійної роботи.

## Джерала
- Ботвина Н. В. Офіційно-діловий та науковий стилі української мови.  Київ, 1998.
- Кабиш О. О. Українська мова в судово-процесуальній сфері: навч.-практ. посіб. Друге вид., перероб. і допов. Київ : Алерта, 2020. 152 с.
- Кацавець Р. Мова державних службовців: навч. посіб. Вид. 2-ге, переробл. і допов. Київ: Алерта, 2023. 220 с
- Кацавець Р. С. Мова у професії юриста: підруч. 2-ге вид. К.: Центр учб. л-ри, 2007. 304 с.
- Коваль А. П. Культура ділового мовлення. Київ, 1982. 288 с.
- Крашеніннікова Т.В., Поповський А.М., Руколянська Н.В. Українська мов (за професійним спрямуванням): навч. посібник. Модульний курс. Дніпропетровськ: Середняк Т.К., 2015.
- Крашеніннікова Т.В., Нагорна Ю.А., Подворчан А.З. Словник-довідник юридичної лексики (етимологічні нотатки). Дніпро, 2018. Ч. 1. 94 с.
- Нелюба А. Професійна мова юриста. Х.: Прапор, 2002. 208 с.
- Тертишник В. Мова і стиль юридичних документів. Підприємництво, господарство і право. 2003. №9. С. 3-5.
- Тертишник В. М., Поповський А. М. Мова та стиль документів юриста. Юридичний Журнал. 2010. №9. С. 123-127.
- Тертишник В. Моя мова кольорова – душі шляхетна колискова. Крила. 2005. №4. С. 51-54.
- Поповський А. М., Тертишник  В. М.  Мова в правничій діяльності. Українська правнича енциклопедія / За заг. ред. В. М. Тертишника, Л. Р. Наливайко, А. Є. Фоменко, В. В. Ченцова. Київ : Алерта, 2023. С. 486-489.
- Чорнобай О. Л. Основи комунікативної культури юриста: навч. посібник. Львів : ТОВ “Ліга-прес”, 2014. 364 с.
- Шевчук С. Українське ділове мовлення : навч. посіб. Вид. 10-те, випр. і допов. Київ : Алерта, 2022. 312 с.
- Шевчук С. Українська мова за професійним спрямуванням: підручник. Київ: Алерта, 2023. 536 с.
- Артикуца Н. В. Мова права і юридична термінологія. Київ : Стилос, 2004. 277 с.
- Токарська А. С. Ділове мовлення юристів у схемах та текстах. Київ : Центр навчальної літератури, 2005. 272 с.
- Красницька А. В. Юридичні документи : техніка складання, оформлення та редагування. Київ : НАВСУ, 2003. 500 с.
- Нелюба А. М. Професійна мова юриста. Харків, 2002.
- Пащук Р. І., Поліщук Н. М., Таран Н. Є. Ділове мовлення правоохоронця. Луганськ, 2004.